# Roanoke (Indiana)
Roanoke és una població dels Estats Units a l'estat d'Indiana. Segons el cens del 2000 tenia 1.495 habitants.

## Demografia
Segons el cens del 2000, Roanoke tenia 1.495 habitants, 589 habitatges, i 411 famílies. La densitat de població era de 931 habitants/km².
Dels 589 habitatges en un 35,7% hi vivien nens de menys de 18 anys, en un 57,2% hi vivien parelles casades, en un 9,5% dones solteres, i en un 30,2% no eren unitats familiars. En el 26,5% dels habitatges hi vivien persones soles el 8,5% de les quals corresponia a persones de 65 anys o més que vivien soles. El nombre mitjà de persones vivint en cada habitatge era de 2,51 i el nombre mitjà de persones que vivien en cada família era de 3,07.
Per edats la població es repartia de la següent manera: un 27,4% tenia menys de 18 anys, un 8,2% entre 18 i 24, un 31,9% entre 25 i 44, un 22,5% de 45 a 60 i un 9,9% 65 anys o més.
L'edat mediana era de 35 anys. Per cada 100 dones de 18 o més anys hi havia 91,4 homes.
La renda mediana per habitatge era de 47.250 $ i la renda mediana per família de 54.306 $. Els homes tenien una renda mediana de 39.375 $ mentre que les dones 23.750 $. La renda per capita de la població era de 20.373 $. Entorn del 2,7% de les famílies i el 5,4% de la població estaven per davall del llindar de pobresa.

## Poblacions més properes
El següent diagrama mostra les poblacions més properes.